# World Wonder Ring Stardom
La World Wonder Ring Stardom (le plus souvent abrégé par Stardom), en japonais 株式会社スターダム (Kabushikigaisha sutādamu), est une fédération de catch (lutte professionnelle) japonaise fondée par la catcheuse Nanae Takahashi (en) et Hiroshi « Rossy » Ogawa en 2010.

## Histoire
Le 7 septembre 2010, Hiroshi « Rossy » Ogawa, Nanae Takahashi (en) et Fuka Kakimoto (en) annoncent la création de la   World Wonder Ring Stardom ,. Takahashi et Ogawa en sont les promoteurs tandis que Kakimoto dirige le dojo en plus d'être la manager général durant les spectacles.
Le premier spectacle, Stardom Birth of Nova, a lieu le 23 janvier 2011 où Yoko Bito (en) bat Yoshiko (en) dans le match phare devant moins de 500 spectateurs. La chanteuse et mannequin Yuzuki Aikawa (en) devient la vedette de cette jeune fédération en étant la première championne Wonder of Stardom le 24 juillet après sa victoire face à Yoshiko,. Ce jour-là, Nanae Takahashi (en) devient la première championne World of Stardom en remportant un tournoi où elle élimine Mercedes Martinez en demi-finale puis Yoko Bito (en).

## Championnats
| Titre                                | Championne(s)                                     | Date             | Durée en jours | Notes |
| ------------------------------------ | ------------------------------------------------- | ---------------- | -------------- | --- |
| World of Stardom Championship        | Saya Kamitani                                     | 29 décembre 2024 | 189 jours      | Saya Kamitani bat Tam Nakano à Dream Queendom 2024.                                                                                   |
| Wonder of Stardom Championship       | Starlight Kid                                     | 29 décembre 2024 | 189 jours      | Starlight Kid bat Natsupoi à Dream Queendom 2024.                                                                                     |
| Goddesses of Stardom Championship    | wing★gori (Hanan et Saya Iida)                    | 29 décembre 2024 | 189 jours      | wing★gori (Hanan et Saya Iida) battent H.A.T.E. Supreme (Momo Watanabe et Thekla) à Dream Queendom 2024.                              |
| Artist of Stardom Championship       | Neo Genesis (AZM & Starlight Kid et Miyu Amasaki) | 2 février 2025   | 154 jours      | Neo Genesis (AZM et Starlight Kid et Miyu Amasaki) battent Cosmic Angels (Tam Nakano et Saori Anou et Natsupoi) à Supreme Fight 2025. |
| Future of Stardom Championship       | Hina                                              | 24 février 2025  | 132 jours      | Hina bat Miyu Amasaki à Path of Thunder.                                                                                              |
| High Speed Championship              | Mei Seira                                         | 28 juillet 2024  | 343 jours      | Mei Seira bat Saya Kamitani à Sapporo World Rendezvous: Night 2.                                                                      |
| New Blood Tag Team Championship (en) | Rice Or Bread (Waka Tsukiyama et Hanako)          | 26 décembre 2024 | 192 jours      | Rice Or Bread (Waka Tsukiyama et Hanako) battent Devil Princess (Rina et Azusa Inaba) à New Blood 17.                                 |
| IWGP Women's Championship            | Sareee                                            | 21 juin 2025     | 15 jours       | Sareee bat Syuri à The Conversion 2025.                                                                                               |
| Strong Women"s Championship          | AZM                                               | 9 mai 2025       | 58 jours       | AZM bat Mercedes Moné et Mina Shirakawa dans un match three-way à Resurgence (NJPW).                                                  |